# Afranthidium abdominale
Afranthidium abdominale är en biart som först beskrevs av Heinrich Friese 1904.  Afranthidium abdominale ingår i släktet Afranthidium och familjen buksamlarbin. Inga underarter finns listade i Catalogue of Life.